# Frisksportens Veteranförbund
Frisksportens Veteranförbund (FVF) var en svensk ideell förening och ett frisksportförbund bildat på midsommardagen år 1992. Förbundet bildades för att organisera Frisksportrörelsens äldre medlemmar, genom att rörelsen bröt ut dessa från Svenska Frisksportförbundet kvalificerades det förbundet för statsstöd från bland annat Ungdomsstyrelsen. Efter att statsstödsreglerna ändrats och Frisksportens Veteranförbund inte längre fyllde sin avsedda funktion, upplöstes förbundet år 2012 och dess medlemmar gick återigen upp i Svenska Frisksportförbundet.